# Museo Magritte
Il museo Magritte riunisce le creazioni dell'artista surrealista René Magritte appartenenti al Museo reale delle belle arti del Belgio. Si trova in Place Royale di Bruxelles.
È stato inaugurato il 30 maggio 2009.

## Storia
Nel 1984, Philippe Roberts-Jones, il curatore capo dei Musei Reali delle Belle Arti in Belgio, ha aperto la ‘Sala Magritte’.
Di lì in poi, la collezione ha continuato a svilupparsi, addirittura ‘invadendo’ altre sale e piani del museo.
Nel 2005 ci fu il primo contatto con gli amministratori del gruppo franco-belga ENGIE (già GDF SUEZ). Nacque quindi l’idea di fondare, in futuro, un Museo Magritte in Place Royale/Konigsplein, nei locali dell’Hôtel Altenloh. Restaurato nel 1984, questo edificio storico di riferimento è stato usato con scopi diversi: come spazio per mostre temporanee o per gallerie dedicate all’arte ottocentesca.
Il museo Magritte aprì il 2 giugno 2009.